# Andrés Artuñedo Martinavarro
Andrés Artuñedo Martinavarro (* 14. September 1993 in Castellón de la Plana) ist ein ehemaliger spanischer Tennisspieler.

## Karriere
Andrés Artuñedo Martinavarro spielte fast ausschließlich auf der ATP Challenger Tour und der ITF Future Tour. Er feierte 14 Einzel- und 8 Doppelsiege auf der Future Tour.
Sein einziges Match auf der ATP Tour spielte er im Februar 2014 bei den Open Sud de France, wo er sich für das Hauptfeld qualifizieren konnte, dann jedoch in der ersten Hauptrunde an Pierre-Hugues Herbert scheiterte. Im August 2018 gelang ihm sein einziger Titelgewinn auf der Challenger Tour. Mit seinem Partner David Pérez Sanz gewann er in Segovia den Doppelbewerb. Durch diesen Erfolg verbesserte er sich in der Weltrangliste um über 800 Plätze und erreichte mit dem 441. Rang seine beste Platzierung, die er bis Mitte 2019 auf Rang 267 verbesserte, sein Karrierehoch. Ende 2019 spielte er sein letztes Turnier.

## Erfolge
| Legende (Anzahl der Siege)  |
| Grand Slam                  |
| ATP World Tour Finals       |
| ATP World Tour Masters 1000 |
| ATP World Tour 500          |
| ATP World Tour 250          |
| ATP Challenger Tour (1)     |

### Doppel

#### Turniersiege
| Nr. | Datum          | Turnier | Belag | Partner          | Finalgegner                          | Ergebnis          |
| --- | -------------- | ------- | ----- | ---------------- | ------------------------------------ | ----------------- |
| 1.  | 4. August 2018 | Segovia | Sand  | David Pérez Sanz | Matías Franco Descotte João Monteiro | 6:73, 6:3, [10:6] |